# Friedberg (Bayern)
 For alternative betydninger, se Friedberg. (Se også artikler, som begynder med Friedberg)
Friedberg (Bayern) er en by i i Landkreis Aichach-Friedberg i Regierungsbezirk Schwaben i den tyske delstat Bayern. Friedberg grænser i øst til Augsburg.

## Inddeling
Efter kommunalreformen i 1978 består Friedberg af følgende 15 bydele og landsbyer:
| - Friedberg Centrum - Friedberg Vest - Bachern - Derching med Dickelsmoor - Derchinger Forst - Haberskirch - Harthausen - Hügelshart | - Ottmaring - Paar - Rederzhausen - Rinnenthal - Rohrbach - Stätzling - Wiffertshausen - Wulfertshausen |

## Nabokommuner
Friedberg grænser til Augsburg, Affing, Obergriesbach, Dasing, Adelzhausen, Eurasburg, Ried og Kissing.